# Flitch Green
Flitch Green – civil parish w Anglii, w hrabstwie Essex, w dystrykcie Uttlesford. Leży 15 km na północ od miasta Chelmsford i 55 km na północny wschód od Londynu. W 2011 roku civil parish liczyła 2190 mieszkańców.